# New Salem (Massachusetts)
New Salem és una població dels Estats Units a l'estat de Massachusetts. Segons el cens del 2000 tenia 929 habitants.

## Demografia
Segons el cens del 2000, New Salem tenia 929 habitants, 379 habitatges, i 264 famílies. La densitat de població era de 8 habitants/km².
Dels 379 habitatges en un 30,3% hi vivien nens de menys de 18 anys, en un 59,6% hi vivien parelles casades, en un 8,2% dones solteres, i en un 30,3% no eren unitats familiars. En el 21,6% dels habitatges hi vivien persones soles el 7,9% de les quals corresponia a persones de 65 anys o més que vivien soles. El nombre mitjà de persones vivint en cada habitatge era de 2,45 i el nombre mitjà de persones que vivien en cada família era de 2,88.
Per edats la població es repartia de la següent manera: un 24,2% tenia menys de 18 anys, un 3,4% entre 18 i 24, un 29,6% entre 25 i 44, un 32,8% de 45 a 60 i un 9,9% 65 anys o més.
L'edat mediana era de 42 anys. Per cada 100 dones de 18 o més anys hi havia 100 homes.
La renda mediana per habitatge era de 48.688 $ i la renda mediana per família de 54.500$. Els homes tenien una renda mediana de 38.000 $ mentre que les dones 27.188$. La renda per capita de la població era de 23.234$. Entorn del 3,8% de les famílies i el 6,3% de la població estaven per davall del llindar de pobresa.